# Ferdinand von Meggenhofen
Ferdinand von Meggenhofen (* 14. Februar 1760 in Schloss Teufenbach bei Taufkirchen an der Pram, Oberösterreich; † 26. Oktober 1790 bei Hagenau im Inn ertrunken) war Beamter und Mitglied des Illuminatenordens.
Meggenhofen, ein weitläufiger Verwandter des 1750 verstorbenen Staatskanzlers Franz Xaver Josef von Unertl, studierte ab 1777 an der Universität Ingolstadt bei Adam Weishaupt. Durch ihn wurde er Mitglied des Illuminatenordens. 1787 wurde er kaiserlicher Kreisschulkommissarius in Ried im österreichischen Innviertel.
1790 ertrank, der erst 30-jährige, im Inn.

## Werke
- Meine Geschichte und Apologie. Ein Beitrag zur Illuminatengeschichte. Nürnberg 1786.